# Saint-Victor-sur-Avre
Saint-Victor-sur-Avre ist eine französische Gemeinde mit 56 Einwohnern (Stand 1. Januar 2022) im Département Eure in der Region Normandie (vor 2016 Haute-Normandie); sie gehört zum Arrondissement Bernay (bis 2017 Évreux) und zum Kanton Verneuil d’Avre et d’Iton. Die Einwohner werden Saint-Victoriens genannt.

## Geographie
Saint-Victor-sur-Avre liegt etwa 48 Kilometer südwestlich von Évreux. Umgeben wird Saint-Victor-sur-Avre von den Nachbargemeinden Pullay im Norden und Nordosten, Verneuil d’Avre et d’Iton im Nordosten, Boissy-lès-Perches im Osten, Rohaire im Süden, Armentières-sur-Avre im Westen Südwesten sowie Saint-Christophe-sur-Avre im Westen.

## Bevölkerungsentwicklung
| Jahr                      | 1962 | 1968 | 1975 | 1982 | 1990 | 1999 | 2006 | 2013 |
| Einwohner                 | 60   | 57   | 54   | 57   | 77   | 69   | 65   | 65   |
| Quelle: Cassini und INSEE |      |      |      |      |      |      |      |      |

## Sehenswürdigkeiten
- Kirche Saint-Victor